# Desa Kemiri (administrativ by i Indonesien, Jawa Tengah, lat -6,95, long 109,91)
Desa Kemiri är en administrativ by i Indonesien.   Den ligger i provinsen Jawa Tengah, i den västra delen av landet, 300 km öster om huvudstaden Jakarta.